# Raúl Vera Ocampo
Raúl Vera Ocampo (La Rioja, República Argentina, en 1935 - 2020) es un poeta, ensayista y crítico de arte. Fue becario en la Facultad de Filosofía y Letras de la Universidad de Roma. Colaboró en sus primeros años con la prestigiosa Revista Sur de Victoria Ocampo e integró revistas europeas dirigidas por Camilo José Cela y Germán Arciniegas.
Tiene editadas en Palma de Mallorca varias plaquetas de poesía: Ecuaciones, Ejercicios Bíblicos, Doce cantos para el tiempo de Epifanía, Inscripciones y Epístolas latinas.
Dirigió los suplementos de cultura del diario “La Opinión" de Buenos Aires, del diario “Le Monde Diplomatique” y de la sección artes plásticas de las revistas “El Periodista”, “Humor” y “Telva" de España.
También se desempeñó como director del Museo Municipal de Bellas Artes “Eduardo Sívori”. Con motivo de cumplir su cincuenta aniversario, organizó una muestra de patrimonio del museo con más de 200 obras de arte en el Centro Cultural Recoleta.
En 1986 fue condecorado Caballero en la Orden de las Artes y las Letras por el Ministerio de Cultura de Francia. En 1992 recibe el Primer Premio Municipal de Poesía por su libro Álbum de Cámara.
Posee una trayectoria remarcable en lo que tiene que ver con su tarea de escritor, investigador y periodista y ha publicado diversos libros de poesía, crítica y prosa. Ha obtenido, entre otros, los siguientes premios: Comisión de Cultura de la Nación; Fondo Nacional de las Artes;
Consejo Nacional del Escritor; Asociación Internacional de Críticos de Arte, sección argentina; Primer Premio Municipal de Poesía de la Ciudad de Buenos Aires; Premio Anual de la Asociación de Poetas Argentinos (APOA) al mejor libro de poesía publicado en 2009.
Tuvo a su cargo el área Proyectos Especiales de la Secretaría de Cultura de la Nación y ha sido jurado de los principales premios de artes plásticas y de literatura de la República Argentina. Es director de la revista cultural "El ojo del arte".

## Obra
- 1963 - Sísifo (relatos, Troquel)
- 1968 - El Misterio y las Formas (poesía, Emecé)
- 1975 - Santuarios y otras Conversiones (poesía, Emecé)
- 1981 - Canción Natural (poesía, Sudamericana)
- 1987 - El desierto de las ideas (ensayos)
- 1989 - Treinta Poemas de Marrakech (poesía, Grupo Editor Latinoamericano)
- 1990 - Individuo y escritura (crítica literaria)
- 1990 - Crónicas (memorias de viajes)
- 1992 - Álbum de Cámara (poesía, Grupo Editor Latinoamericano)
- 1997 - Creación y poesía (ensayos)
- 1998 - Mundo Ajeno (poesía, Vinciguerra)
- 2000 - Apuntes sobre cultura subvertida (ensayos)
- 2002 - Playa Ausente (poesía, Vinciguerra)
- 2004 - Memorial Poems (poesía, Vinciguerra)
- 2004 - El arte objeto (ensayo, Vinciguerra)
- 2007 - Álbum de Cámara II (poesía, Vinciguerra)
- 2009 - Fragmentos de un viaje al interior de las cosas (poesía, Vinciguerra)
- 2011 - Antología poética 1955-2009 (poesía, Vinciguerra)
- 2011 - El diálogo con el cuadro (entrevistas a artistas, PROA)
- 2015 - Apuntes sobre decadencias convergentes (ensayo, Vinciguerra)

## Premios y reconocimientos
- Comisión Nacional de Cultura
- Fondo Nacional de las Artes
- Consejo Nacional del Escritor
- Asociación Internacional de Críticos de Arte, sección Argentina
- Beca del Gobierno Italiano en Letras, concurso en todo el país
- Orden de Caballero de las Artes y las Letras del Ministerio de Cultura de Francia
- Primer Premio Municipal de Poesía de la ciudad de Buenos Aires
- Premio Anual de la Asociación de Poetas Argentinos (APOA) al mejor libro de poesía publicado en 2009

## Traducciones
Ha traducido a poetas como Cavalcanti, Edoardo Sanguineti, Alfredo Giuliani, Nanni Balestrini, Elio
Pagliarani, Antonio Porta, Roberto Roversi, Corrado Costa, entre otros y a Umberto Eco, Elémire Zolla, M. F. Sciacca, Eugenio Montale, Pier Paolo Pasolini, Luciano Anceschi, Italo Calvino, Ettore Zocaro,  Raymond Cogniat, Hilton Kramer, Angelo Gugielmi, Nicola Chiaramonte y otros en prosa.